# Wintzenbach
Wintzenbach (Duits: Winzenbach) is een gemeente in het Franse departement Bas-Rhin (regio Grand Est) en telt 577 inwoners (2004).
De gemeente maakt deel uit van het kanton Wissembourg in het Haguenau-Wissembourg. Voor 1 januari 2015 was het deel van het kanton Seltz en het arrondissement Wissembourg, die toen beide werd opgeheven.

## Geografie
De oppervlakte van Wintzenbach bedraagt 6,9 km², de bevolkingsdichtheid is 83,6 inwoners per km².
De onderstaande kaart toont de ligging van Wintzenbach met de belangrijkste infrastructuur en aangrenzende gemeenten.

## Demografie
Onderstaande figuur toont het verloop van het inwonertal (bron: INSEE-tellingen).